# 馬場伸幸
馬場 伸幸（ばば のぶゆき、1965年〈昭和40年〉1月27日 - ）は、日本の政治家、料理人、社会福祉法人役員。日本維新の会所属の衆議院議員（5期）。日本維新の会顧問。
堺市議会議長（第76代）、同副議長（第76代）、堺市議会議員（6期）、大阪維新の会副代表、維新の党国会対策委員長、日本維新の会幹事長（第2代）、同共同代表（第2代）、日本維新の会代表（第3代）などを歴任。

## 来歴
大阪府堺市鳳西町に生まれる。鳳高等学校卒業。
実家が飲食店を経営していたことや、若い頃は飲食店の経営者を志していたこともあり、高校卒業後は当時関西地区でロイヤルホストを運営していた「オージー・ロイヤル」（現：ロイヤルフードサービス）に就職した。大阪市内の店舗に配属され、入社2年後には調理師免許を取得。同社でコックとして3年弱の勤務を経て、親の勧めもあり、1986年2月から中山太郎参議院議員の秘書を務める。

### 政界入り
1993年、堺市議会議員補欠選挙に出馬し、初当選。以後、2012年まで6期19年にわたり堺市議を務め、2006年から2007年まで副議長、2011年から2012年まで議長をそれぞれ務めた。
市議時代は長らく自由民主党に所属していたが、2010年に離党し、大阪維新の会の結成に参加した。
2011年より、大阪維新の会副代表を務める。

### 国会議員として
2012年、堺市議を辞職。同年の第46回衆議院議員総選挙に旧日本維新の会公認で大阪17区から出馬し、自由民主党元職の岡下信子、民主党から日本未来の党へ鞍替えした前職の辻恵らを破り初当選を果たした。なお、大阪17区は、太陽の党から日本維新の会へ合流した元職の西村眞悟のかつての選出選挙区であったが、西村は選挙区調整により比例近畿ブロック単独2位に回り、当選した。
2014年7月、日本維新の会の分党に際しては、橋下徹大阪市長による新党結成を目指すグループに参加。分党後の日本維新の会では、国会議員団総務会長代理及び組織委員長に起用された。
同年9月、結いの党・日本維新の会の合流により維新の党の結党に参加し、国会議員団党紀委員長及び組織局長に就任。
同年12月の第47回衆議院議員総選挙では、大阪17区で自民党新人の岡下昌平を約7千票差で破り、再選。選挙後の執行役員会で国会議員団制が廃止され、新たに維新の党国会対策委員長に起用された。
2015年8月、維新の党の分裂に際し、橋下の新党への参加を表明し、9月8日に国会対策委員長を解任された。
10月14日付で、維新の党を除籍処分となった。しかし、馬場ら除籍された162人と、既に離党した橋下らは、松野頼久執行部の任期は9月で切れているため処分は無効と主張。10月24日、独自に臨時党大会を開き、馬場が代表に選出された。松野側はこの決定を認めていなかったが、最終的に次の野党再編まで大阪側が維新を名乗る事を認め、政党交付金を議員数に応じて配分することで合意した。
12月13日、おおさか維新の会の幹事長に内定、同25日に正式に入党したことにより就任した。
2017年10月、第48回衆議院議員総選挙で3選。
2021年10月、第49回衆議院議員総選挙で4選。
11月30日、日本維新の会共同代表および国会議員団代表に就任した。

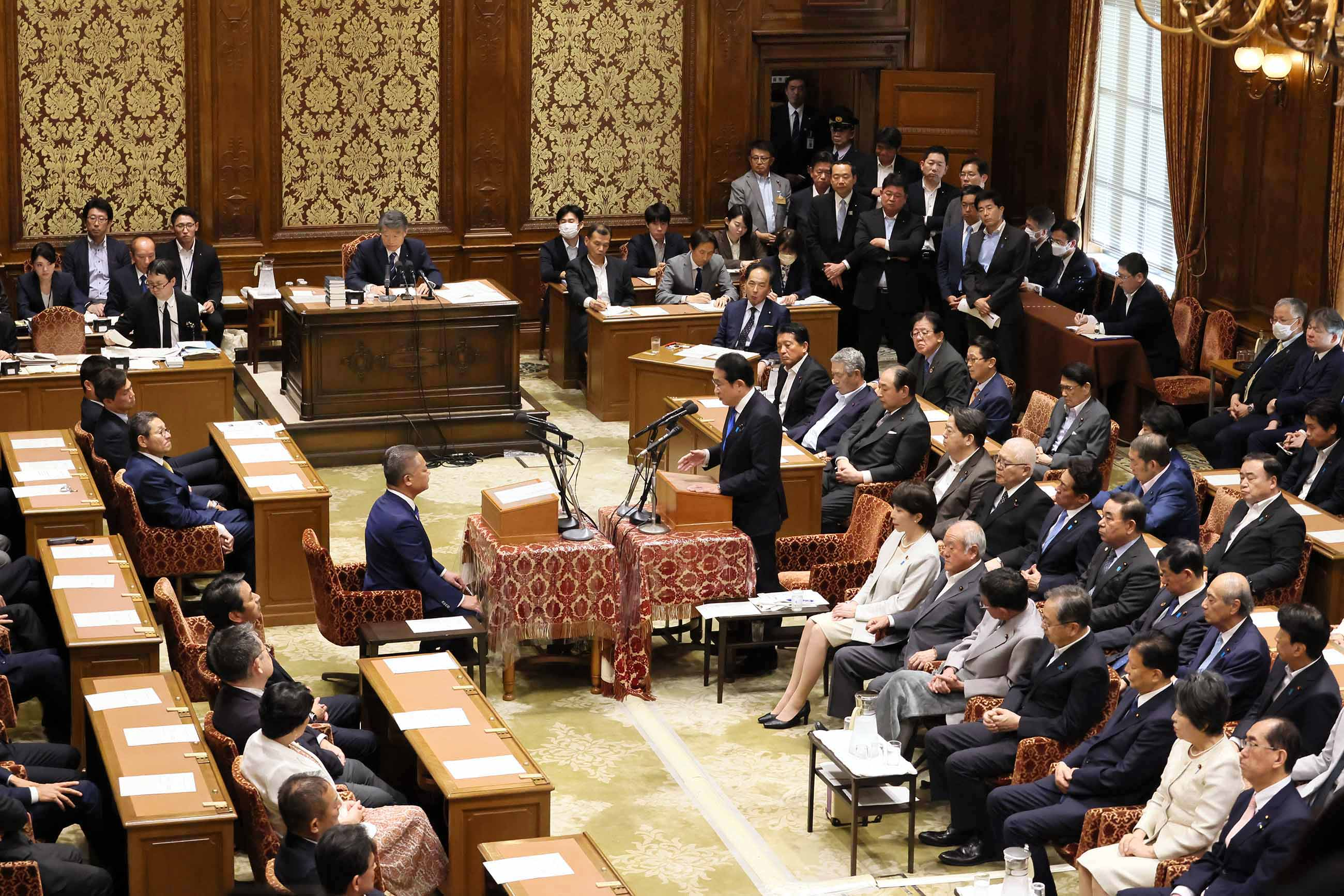
岸田文雄と党首討論をする馬場（2024年6月）

2022年7月、日本維新の会代表の松井一郎が辞任を表明。8月2日、松井の辞任に伴う党代表選への出馬を表明し、次期衆院選での野党第一党獲得等の目標を掲げた。8月27日の投開票の結果、松井らの支持を受けた馬場が有効投票数10,825票中8,527票（得票率78.8%）を獲得し、同日代表に就任した。
代表としての初の大型選挙となる2023年4月の第20回統一地方選挙では、地方議員と首長の合計数を774人にまで増やし、目標とした600人を大きく上回った。
しかしその後は維新が誘致を主導した2025年日本国際博覧会（大阪・関西万博）の会場建設費の増額問題や、維新が推薦した斎藤元彦兵庫県知事の告発文書問題などで党の支持率が伸び悩み、2024年10月の第50回衆議院議員総選挙では、自身は対立候補の岡下を大差で破り5選したものの、維新の議席総数は公示前から6減となる38議席となった。総選挙後の10月30日に開かれた国会議員団の役員会では浅田均参議院会長らが「大惨敗だ」として馬場と藤田文武幹事長の辞任を要求。11月6日、馬場は12月に予定される党代表選挙に出馬しないことを表明した。同月、大阪維新の会の副代表も退任。
2025年8月12日、日本維新の会顧問に就任。

## 政策・主張

### 憲法
- 憲法改正について、2017年、2021年のアンケートで「賛成」と回答[32][33]。

- 9条改憲について、2021年の毎日新聞社のアンケートで、選択肢以外の回答をした[34]。

- 改正すべき項目として「自衛隊の保持を明記する」「教育の充実に向けた環境整備を行う旨を明記する」「首相公選制を導入する」「地方公共団体の権限強化を明記する」「憲法裁判所を設置する」「緊急事態に関する条項を新設する」と主張[33]。

- 憲法を改正し緊急事態条項を設けることについて、2021年の毎日新聞社のアンケートで、選択肢以外の回答をした[34]。

- 2013年3月14日の衆議院憲法審査会において「国家の対外的な代表は天皇」「皇位継承は男系男子が行うと憲法、皇室典範に明記すべき」と発言した[35]。

### 外交・安全保障
- 安全保障関連法の成立について、2017年のアンケートで「どちらかと言えば評価する」と回答[32]。

- 「他国からの攻撃が予想される場合には敵基地攻撃もためらうべきではない」との問題提起に対し、2017年、2021年のアンケートで「どちらかと言えば賛成」と回答[32][33]。

- 「北朝鮮に対しては対話よりも圧力を優先すべきだ」との問題提起に対し、2017年のアンケートで「賛成」と回答[32]。2021年のアンケートで「どちらかと言えば賛成」と回答[33]。

- 普天間基地の辺野古移設について、2021年のアンケートで「賛成」と回答[33]。

- 日本の核武装について、2021年の毎日新聞社のアンケートで「今後の国際情勢によっては検討すべきだ」と回答[34]。

- 「治安を守るためにプライバシーや個人の権利が制約されるのは当然だ」との問題提起に対し、2017年のアンケートで「どちらとも言えない」と回答[32]。

- 首相の靖国神社参拝について、2017年のアンケートで「どちらとも言えない」と回答[32]。

### ジェンダー
- 選択的夫婦別姓制度の導入について、2010年に堺市議会において、反対する意見書を提出した[36]。2017年のアンケートで「どちらかと言えば反対」と回答[32]。2021年のアンケートで「どちらかと言えば賛成」と回答[33]。

- 同性婚を可能とする法改正について、2017年のアンケートで「反対」と回答[32]。2021年のアンケートで「どちらかと言えば賛成」と回答[33]。

- 「LGBTなど性的少数者をめぐる理解増進法案を早期に成立させるべきか」との問題提起に対し、2021年のアンケートで「どちらかと言えば賛成」と回答[33]。

- クオータ制の導入について、2021年のアンケートで「反対」と回答[34]。

### その他
- アベノミクスについて、2017年のアンケートで「どちらかと言えば評価する」と回答[32]。

- 安倍内閣による森友学園問題・加計学園問題への対応について、2017年のアンケートで「評価しない」と回答[32]。

- 森友学園への国有地売却をめぐる公文書改竄問題で、2021年5月6日、国は「赤木ファイル」の存在を初めて認めた[37]。しかし5月13日、菅義偉首相はファイルの存在を踏まえた再調査を行わない考えを報道各社に書面で示した[38]。9月の自民党総裁選挙で総裁に選出された岸田文雄も10月11日、衆議院本会議の代表質問で再調査の実施を否定した[39]。国の対応をどう考えるかとの同年の毎日新聞社のアンケートに対し、選択肢以外の回答をした[34]。

- 国会議員の歳費を2割削減する法案を提出。日本維新の会の議員が毎月18万円を、東日本大震災などの被災地に寄付することを発表[40]。

- 堺市議時代の2003年9月には、「堺の活性化には、集客、交流とにぎわいのまちづくりを推進すべきではないでしょうか。その一つとしてカジノ・エンターテインメント施設の創設が重要だと考えています」と述べ、同市の旧新日本製鐵堺製鐵所の遊休地へのカジノ誘致を推進した。しかし、当時はカジノ合法化への機運が進まず構想は立ち消えになり、同地には後にシャープ堺工場などが建った[41]。

## 人物
- 馬場は、維新創設者の松井一郎が織田信長だとすれば、自分は木下藤吉郎（豊臣秀吉）であり、「周りから励まされ助けられて芽が出る『8番キャッチャー』タイプ」だとしている[42]。馬場はまた、「（自分が）ここまで来れたのは、自分の力を超越した天命を感じる」と語っている[42]。

- 高校の頃はラグビー部に所属[43]。本人の語るところによれば、高校時代は授業に出ないほどラグビーに打ち込んでおり、大学入試は全て不合格で、予備校も不合格だったため、学問の道をあきらめたという[43]。朝日新聞政治部記者で、馬場の取材を続けている今野忍によれば、大学入試は6大学12学部受験して落ち、予備校の生徒選考にも落ちたという[44]。

- 馬場は調理師免許を取り、将来は「飲食業を大展開する青年実業家」になろうと計画していた[42]。中山太郎の秘書になったのも社会勉強のためだったが、中山から堺市議選に「出ろ」と言われ、立候補したのが自身の政治家人生の始まりだったと語る[42]。

- 実践倫理宏正会と縁が深く、40年近く会員であるという[45][46]。

- 橋下徹と関係が深く[47]、彼が政界にいたときは、その側近の一人とされていた[48]。橋下が一度引退を表明した際、「（橋下代表が）政界を去って、この日本になんのプラスもない。特に大阪は橋下代表抜きでやっていけるのか」と述べた[49]。また、福岡市内で行われた講演会では、「橋下徹というのは逆境に追い込まれれば追い込まれるほど力を発揮する。今回の維新の党の分裂騒動もそういう意味では、彼のファイティングスピリッツに火を付けていると思う」「橋下徹さんが一度引退するということは動かしようのない事実だ。そのあとどうなるか。大阪都構想をリニューアルして、新大阪都構想を作り、それを実現して日本を大阪から変えていきたいという思いは、最近ふつふつと沸き立っているふうに私からは見える。来年の参院選、同時に行われるかもしれないが、参院選の後に行われる衆院選挙、どちらかの国政選挙で政界に復帰してくれると固く信じている。」と述べた[50]。

- 維新が結党される前の2009年の堺市長選挙において、当時自民党の堺市議だった馬場は、後に維新を旗揚げすることになる府議らや橋下の推す竹山修身を支援せず、他党との相乗りで現職の木原敬介陣営についた[25]。そのため、2022年の日本維新の会代表選挙では当時の遺恨が残る一部府議らが馬場への対抗馬として、東徹前総務会長の擁立を模索した[25]。東は大阪府議など地方議員からの信頼が厚く、代表選に出馬すれば有力な対抗馬になりうる存在だった。だが、松井は馬場が2015年の旧維新の党分裂の際に事態収拾の前面に立っていたことや、松井の代表就任後は党幹事長として国政選挙の公認候補者探しに奔走していたことから、周囲には「馬場ちゃんだけが、汗をかいてきた」と語っており、東を支持する府議らに自ら電話するなどの切り崩しを図ったことで、東は立候補を断念した[25]。

- 住所は大阪府堺市西区鳳南町1丁[51]。

### 親族
- 父親は馬場の母方の祖父が経営する料理屋で板前として勤め、母親は自分で料理屋を経営する女将であった[43]。堺市西区鳳南町にある実家の日本料理店「竜起」は、馬場の実兄（龍谷大学経済学部卒）が経営している[52]。

- 家族は、妻、息子1人。離婚歴があり、再婚である[53]。

## 発言
- 2013年の堺市長選挙において、8月26日に南海電気鉄道堺東駅前で行われた街頭演説で、竹山修身市政を批判し「あの市役所（堺市役所）にはみなさまがたの税金をむしゃむしゃ食べまくった太った豚がいます」「この太った豚を追い出し、自分たちのことは自分で考える堺をみなさまの手で作っていただきたいと思う」と竹山を揶揄した[54]。
- 2020年7月、医師ら[注 2]が筋萎縮性側索硬化症（ALS）患者の女性に薬物を投与して死なせたとして逮捕される事件（ALS患者嘱託殺人事件）が報じられると、ALS患者の舩後靖彦参議院議員（れいわ新選組）は「当事者の立場から強い懸念を抱いている。『死ぬ権利』よりも『生きる権利』を守る社会にすることが大切だ」というコメントを出した。馬場はこの舩後のコメントに対し、「議論の旗振り役になるべき方が議論を封じるようなコメントを出している。非常に残念だ」「れいわの議員は積極的に国会で議論する役目がある」と批判した。この馬場の発言に対し、松井一郎代表は、「非常に問題がある」「僕は舩後議員に賛同する。声明は議論を止めていることにはならないと思う。馬場氏に勘違いがあったなら、（発言の）誤解を解くべきだ」と述べた[56][57]。
- 2021年5月6日、馬場は記者会見で、立憲民主党を「日本には必要ない政党だ」と述べた[58]。馬場はその真意について、「（立憲民主党を）『日本に要らない政党』と発言したのは、好き嫌いではなく、憲法審査会もまったく開かせないという状況のときでした。憲法改正の議論をやらない、放棄するというような、立法府の人間として根幹的な部分を否定する政党は要らないと言ったのです」と語っている[59]。
- 2022年6月4日、京都タワー前の街頭演説で、第26回参議院議員通常選挙比例区に擁立予定の神谷ゆりの名前を間違えた際、「あまりにかわいいんで間違えた」と発言した。記者団に発言の意図を問われた馬場は「名前を間違えたのでリップサービスで申し上げた。容姿を言った訳ではない」と釈明した[60]。
- 2022年9月13日、馬場は記者会見で、維新が過去4回の衆院選で候補者擁立を見送ってきた、公明党が候補者を立てている大阪府の4小選挙区（大阪3区・大阪5区・大阪6区・大阪16区）と兵庫県の2小選挙区（兵庫2区・兵庫8区）に関して、「公明との協力は全てリセットされる。今後どうなっていくかは全くの白紙だ」と述べた[61]。その後、2023年4月の第20回統一地方選挙で大阪維新の会が大阪市議会で過半数を取ると、改めて公明党との関係のリセットを明言した[62]。
- 2023年2月16日、馬場は記者会見で、立憲民主党の泉健太代表が馬場を「（水を含み走りにくい）重馬場であってほしい」などと述べたことについて、「確かに体重は重かったが、最近、仕事のし過ぎでかなり痩せてきた。遠藤敬国対委員長が言うほど重くはない」と冗談交じりに語った。馬場はまた、「（維新が）自民の手口に乗るとか、そういうばかげたことを言うのでなく、国家国民のために真面目に働きましょうと泉さんには申し上げたい」と語った[63]。
- 2023年2月28日、衆院本会議で令和5年度予算案の採決が行われた際、れいわ新選組の櫛渕万里と大石晃子が牛歩戦術を行ったことに関して、馬場は「河島英五さんの歌にありましたが『時代おくれ』ですね。論評に値しません」と述べた[64]。
- 2023年3月23日、馬場はかつて秘書として仕えた中山太郎の死を受け、中山を「これからの社会がどうなっていくか、先見性を十分に持って課題解決をしていかれた、近代では稀有な政治家だった」とし、中山の意志を継いで「憲法改正の国民投票が実現するよう力を傾注していきたい」と語った。また、「（中山に）随行する中で、政治はこう動いているんだと生で学ばせていただいた。私の今の立場があるのは、その経験があったからこそだと思う」と偲んだ[65]。
- 2023年3月28日、馬場は記者会見で、選挙戦での女性候補擁立について、「選挙は非常に厳しい戦いだ」としたうえで「私自身も1年365日24時間、寝ているときとお風呂に入っているとき以外、常に選挙を考えて政治活動をしている。それを受け入れて実行できる女性はかなり少ないと思う」と発言した。また、「女性が政界に進出するのはウェルカム」としたうえで、現行の選挙制度では女性枠を設けても女性の議員が増加するのは難しいだろうと述べた[66]。
- 2023年4月6日、馬場は衆議院憲法審査会の幹事会で、立憲民主党の小西洋之参院議員が「（衆議院憲法審査会の）毎週開催は憲法のことなんか考えないサルがやることだ」「何も考えてない人たち、蛮族の行為、野蛮だ」などと発言したことに関して、衆院憲法審幹事会に小西を呼び、謝罪と説明を行わせるよう求めた。また、馬場は「（小西の）謝罪会見も見たが、全く中身は謝罪しているわけではない。一部メディアに対し恫喝ともとれる発言もある」と指摘。さらに、「（立憲民主党との）信頼関係は完全に損なわれている。この問題が解決しない限り、協調は当面、凍結ということになる」と述べた[67]。
- 2023年7月20日、記者会見において次期米大統領選について言及。バイデンとトランプのどちらが勝つのがいいかと問われ、「米国も日本もこれから抜本的な構造改革をやる時期が来ている」「トランプ前大統領の政策は維新の考え方に近い」と発言した[68][69]。
- 2023年7月23日、ネット番組において立憲民主党からすれば維新は第2自民党のような存在、との指摘に対し「第1自民党と第2自民党でいいんですよね。第1、第2自民党が改革合戦でどんどん改革をやって、国家国民のためになることを競い合う。それが政治を良くすることにつながるわけで、立憲民主党がいらっしゃっても日本は何も良くならない」「共産党はなくなったらいい政党。おっしゃっていることがこの世の中でありえない」と発言[70]。これに対し、共産党の小池晃書記局長は24日の記者会見で「見過ごせない問題だ」「許しがたい発言だ。断固抗議し、撤回を求めたい」と述べた[71][72]。立憲民主党の岡田克也幹事長も「公党のトップとして度が過ぎている。民主主義の最も基本のところをまったく分かっていない。立憲民主党に対する発言も含めて撤回を求めたい。恥ずかしい話だ」などと非難した[73]。このような両党の批判にもかかわらず、馬場はその後も雑誌『Hanada』10月号で「日本共産党はなんの生産性もない政党」「立憲も共産も日本から絶対になくなっていい政党」などの主張を繰り返している[74]。
- 2023年9月9日、ネット番組において将来的に国民民主党と連立政権を組む可能性に言及した。「国民となら、可能性はある」と述べた。衆院選で維新と国民の合計議席が過半数に達すれば「その選択肢が出てくる」と語った。国民の玉木雄一郎代表は10日のフジテレビ番組で、馬場の発言に関し「連立かどうかの形は別として、基本的政策の一致する政党とは与野党を超えて力を合わせなければならない」と述べた[75]。
- 2024年12月4日、韓国で発生した2024年大韓民国非常戒厳令に自身のXにおいて言及。「これ日本でやったら大変なことになるでしょうけど一体何が起こっているのか？わかりませんね。ただ韓国で起こることは日本でも起きる可能性があるということを自覚しないといけません。憲法改正で緊急事態条項を整備すべきです」と発言した[76]。これに対しSNS上でも『馬場さん、結論が違う』『緊急事態条項の本質を理解しない馬場さん』などとツッコミが相次いだ[77]。

## 不祥事・騒動
暴力団関係企業からの献金
堺市議会議員を務めていた2007年、馬場が支部長を務めていた「自由民主党大阪府堺市第12支部」が、大阪府警により暴力団関連企業に指定されている大阪府内の警備会社から12万円の献金を受けた。
迂回献金
堺市議会議員を務めていた2009年、馬場が支部長を務めていた「自由民主党大阪府堺市第12支部」を迂回させる形で、自身の資金管理団体に373万円を還流させて所得税の控除を受けていた。
自治会からの献金
2012年の第46回衆院選直前の11月24日、馬場が代表を務める「日本維新の会衆議院大阪府第17選挙区支部」が約1千世帯が加入する堺市西区内の自治会から50万円の献金を受けていた。自治会側は役員会で献金を決めたが、他の自治会員には一切知らせていなかった。政治資金規正法では自治会の献金を禁じる規定はないが、市側は「自治会は公共性が高く、好ましくない」との見解を示し、馬場は返金する意向を示した。
自粛要請中の食事会
2020年3月、大阪府知事によるコロナ禍での会食の自粛要請中、馬場は実家の料亭で友綱部屋の力士らと食事会をしていた。
政治資金収支報告書の記載問題
2021年11月26日、総務省が前年分の政治資金収支報告書を公表。同年11月30日、大阪府選挙管理委員会が同報告書を公表。これにより、旧村上ファンドの村上世彰が日本維新の会に対し、党本部に2000万円、馬場が代表を務める「日本維新の会衆議院大阪府第17選挙区支部」に150万円、あわせて2150万円の寄付をしていたことが明らかとなった。
政治資金規正法では、個人からの政党への寄付の上限は、支部も含めて年間2000万円と定められており、12月3日、しんぶん赤旗などが違法性を指摘。また、馬場が11月30日付で党の共同代表に就任していたことから、馬場の責任も追及した。12月8日、日本維新の会は、同党支部が受け取った150万円は、馬場の個人後援会に寄付されたものだったと発表。党支部と後援会の政治資金収支報告書を訂正した。馬場は「事務的なミス」と説明した。これを受け、松井一郎代表は「事務手続きを間違えたと聞いているが、それも含めて非常に問題だ」と述べ、馬場に対し厳重に注意したことを明らかにした。告発を受け政治資金規正法違反容疑で捜査していた大阪地方検察庁特別捜査部は、2023年1月16日付で馬場を不起訴処分とした。
政策活動費を巡る批判
2020年に維新の会は政策活動費の名目で馬場ら党幹部に4497万円を支出しており、このうち4280万円は馬場への支出だった。2019年にも馬場らに5868万円が支出されており、維新の創設者である橋下徹は2021年11月にtwitter上で「非公開で法にのっとって適切に処理しているという態度は維新ではない。古い永田町住人そのものだ」と指摘し、使途の公開を要求。橋下は「維新国会議員幹部の数千万円の交際費的な金の使い方について組織内でチェックできないというのは異常な状況です」「これまでの維新国会議員団（オールド維新）も含めて、自分たちが税金をムシャムシャ食べることについては与野党から全く改革の声が上がらない」とも述べたが、維新代表の松井一郎は政策活動費の原資は寄付などを充てており税金ではないと釈明し、「選挙に向けて人材発掘にもお金がかかった。実際に組織を動かす時、領収書の必要のない経費も必要」とも述べ馬場を擁護した。その後、松井は12月9日の記者会見で「領収書をもらえない支出もあるが、もらえる支出は領収書を公開する」と述べ、会食時の利用を例に挙げ、支出内容を一部公開する意向を示し軌道修正を図ったが、会食相手や店名などは非公開にするとも述べた。
旧統一教会との関係
2022年8月2日、日本維新の会国会議員団が発表した「世界平和統一家庭連合（旧統一教会）および関連団体との関わりについての調査」において、世界平和統一家庭連合の関連団体である世界平和女性連合のイベントに出席していたこと、および旧統一教会系の世界日報から憲法改正や国民投票法に関する取材を受けていたことが公表された。
2023年5月26日、馬場は憲法改正をテーマにしたイベント「安倍晋三名誉会長を偲び、新しい憲法を制定する推進大会」に参加した。このイベントには旧統一教会の信者が多数参加、会場準備のボランティアとして携わっていた。TBSの取材に対し、馬場は主催者が「新憲法制定議員同盟」であったことが出席の理由だとした上で、今後は「主催者を見た上で出欠を判断」すると述べた。
党所属議員への「要らない」「邪魔」発言
2023年8月2日、週刊文春は馬場が同年2月に統一地方選の公認を巡り、維新の堺市議だった池田克史に対し「これからの堺の維新の市議団に（池田）克史さんは要らない。僕はそういうふうに判断した。公認は僕の権限。別に理由なんてなかってもいい」「年齢はいってくる、期数は増えてくる。邪魔やて」などと発言していた事を報じた。池田は4月の堺市議選では公認が下りず、無所属で立候補したが落選した。馬場は毎日放送の取材に対し、「2人の今までの長年の関係の中でやり取りをしていますから。第三者の方が聞かれてどう思われるかというのはまた別問題だと思います」と発言。日本維新の会共同代表の吉村洋文は　「単に口論であったり、それがハラスメントになるというものではありませんし。議員同士については政治的な主張のぶつかり合いもあるわけですから、それぞれの言い分があると」と述べ、党としてハラスメント調査を行わない考えを示した。

## 所属団体・議員連盟
- 日本会議国会議員懇談会[97]
- 対中政策に関する国会議員連盟
- 人権外交を超党派で考える議員連盟 [98]
- 日朝国交正常化推進議員連盟[99]
- 日中友好議員連盟[100]

## 選挙歴
| 当落 | 選挙                       | 執行日         | 年齢 | 選挙区       | 政党           | 得票数    | 得票率 | 定数 | 得票順位 /候補者数 | 政党内比例順位 /政党当選者数 |
| ---- | -------------------------- | -------------- | ---- | ------------ | -------------- | --------- | ------ | ---- | ------------------ | ---------------------------- |
| 当   | 1993年堺市議会議員補欠選挙 | 1993年         | 28   | ーー         | ーー           | ーー票    | ーー   |      | /                  | /                            |
| 当   | 1995年堺市議会議員選挙     | 1995年4月23日  | 30   | ーー         | ーー           | ーー票    | ーー   |      | /                  | /                            |
| 当   | 1999年堺市議会議員選挙     | 1999年4月25日  | 34   | ーー         | ーー           | ーー票    | ーー   |      | /                  | /                            |
| 当   | 2003年堺市議会議員選挙     | 2003年4月27日  | 38   | ーー         | 自由民主党     | 5936票    | ーー   | 52   | 5/64               | /                            |
| 当   | 2007年堺市議会議員選挙     | 2007年4月8日   | 42   | 西区選挙区   | 自由民主党     | 6705票    | ーー   | 8    | 3/14               | /                            |
| 当   | 2011年堺市議会議員選挙     | 2011年4月10日  | 46   | 西区選挙区   | 大阪維新の会   | 9725票    | ーー   | 8    | 1/10               | /                            |
| 当   | 第46回衆議院議員総選挙     | 2012年12月16日 | 47   | 大阪府第17区 | 旧日本維新の会 | 8万1663票 | 44.22% | 1    | 1/6                | /                            |
| 当   | 第47回衆議院議員総選挙     | 2014年12月14日 | 49   | 大阪府第17区 | 維新の党       | 7万196票  | 43.72% | 1    | 1/3                | /                            |
| 当   | 第48回衆議院議員総選挙     | 2017年10月22日 | 52   | 大阪府第17区 | 日本維新の会   | 6万5427票 | 43.53% | 1    | 1/3                | /                            |
| 当   | 第49回衆議院議員総選挙     | 2021年10月31日 | 56   | 大阪府第17区 | 日本維新の会   | 9万4398票 | 53.60% | 1    | 1/3                | /                            |
| 当   | 第50回衆議院議員総選挙     | 2024年10月27日 | 59   | 大阪府第17区 | 日本維新の会   | 8万2234票 | 52.29% | 1    | 1/3                | /                            |